# つれもてナイト
つれもてナイトは和歌山放送で放送されていた番組。つれもてワイドの一部である。
2007年4月2日にスタート。2010年4月2日放送終了。

## 終了時の出演者
- 月 - 藪下将人・池尾唯
- 火 - 津山理美
- 水 - 赤井ゆかり
- 木 - 加百正志
- 金 - 小田川和彦
  - 小田川がもっと、つれわか!（月～木）のパーソナリティを務めることになり、2009年10月から木・金の担当が入れ替わった。
  - ディレクターは「らしくあれ！」パーソナリティでもあるCherryが2008年3月まで務めていた。

### 以前の出演者
- 藤本喜八（月、2007年4月2日～2008年3月24日）
- 髭白卓道（水、2007年4月4日～2007年9月26日）
- 板倉徹（水、2007年10月から。和歌山県立医科大学理事長就任に伴い降板）

## 主なコーナー
- 22:00　オープニング
- 22:05　和歌山放送ニュース・スポーツニュース・天気予報
- 22:15　リクエスト
- 22:25　夕刊拾い読み
- 22:40　おはなしパーク（金のみ22:30ごろから「おはなしパーク・高校野球のヒーローはいま」
- 23:00　ミュージックパーク、以降リクエストコーナー
- 23:30　ラッキーパーク
- 23:55　エンディング（天気・あすの動き・おすすめ番組）

## 内容
『』内はサブタイトル
月曜日『藪下将人のハッピーマンデー』
- 県内で活躍するミュージシャンたちを招き、生演奏などを披露。

火曜日『理美のスタンド・バイ・ミー』
- フォーク・ニューミュージックを中心に放送。またおすすめのお料理情報やリスナーからの日頃の悩み相談のコーナーもある。

水曜日『板さんの脳にきくラジオ』
- 板倉先生お得意の「脳とラジオ」についての話や、女優の話、スポーツについてなど盛りだくさんである。

木曜日『加百正志の角をまがれば』
- なつかしの昭和歌謡を中心に放送。高校野球実況の思い出なども届ける。

金曜日『小田川和彦のやっぱラジオでしょう』
- スクリーンミュージックを中心に放送。旅の情報も届ける。

## 備考
- 初回の放送では、スタジオに全パーソナリティが出演。
- 番組では、その日のニュースを振り返るコーナーや、夕刊の拾い読みなどもある。
- 22時台に全国番組が入るまでは22:00～22:15の時間帯がその日の最終のWBSニュース・天気予報（南紀白浜ホテル古賀の井提供）、スポーツニュース（住之江競艇（レース開催時は当日レースの結果払戻）提供）を流していた。
- 不定期だが、22：10-22：15に「おじゃましますプールから～何してんの高校では～」（プール学院提供）が放送されている。
- 火～金曜には「つないとプロローグ（初期はつれナイプロローグ）」(ナイターオフ20:00-21:00、ナイターイン21:00-22:00)が放送され、メッセージやリクエストは一括して受け付けられている。また、コーナーの共有もある。
- ナイター期間中は、サウンドトラベル（ニッポン放送制作）が番組内（2007年度は23：30、2008・2009年度は23:50）で放送されていた。
- 和歌山県の定例議会が行われる場合、「県議会ダイジェスト」を放送するために放送時間が短縮される場合がある（特に野球シーズン）。